# Список замахів Ізраїлю
Нижче наведено список передбачуваних та підтверджених убивств, які, як повідомляється, вчинила Держава Ізраїль. Йдеться про замахи на осіб, які, вважається, стали об'єктами нападів різних ізраїльських служб безпеки, розвідки та правоохоронних органів. У цьому списку не згадуються безліч операцій Ізраїлю, під час яких ліквідовано рядових бойовиків та активістів палестинських терористичних угруповань, а тільки терористів, чиновників та воєначальників високого рангу.

## Список замахів

### XX століття
| Світлина / Емблема | Прізвище, ім'я.                  | Звання       | Посада / підрозділ | Участь у війнах                       | Дата ліквідації | Місце загибелі           | Примітки |
|                    | Мустафа Хафез                    | полковник    | шеф єгипетської розвідки в Газі |                                       | 11 липня 1956   | Газа                     | Вбитий вибухом бомби, що була захована в книзі.                                                                    |
|                    | Салах Мустафа                    | полковник    | військовий аташе Єгипту в Аммані |                                       | 12 липня 1956   | Амман, Йорданія          | вбитий вибухом бомби, захованій в посилці                                                                          |
|                    | Кальченко Михайло Петрович       | полковник    | радник командира піхотної бригади збройних сил ОАР                                                                                  | Арабо-ізраїльська війна на виснаження | 7 січня 1970    | Єгипет                   | вбитий внаслідок авіаудару                                                                                         |
|                    | Власенко Микола Терентійович     | полковник    | радник командира піхотної дивізії збройних сил ОАР з ППО                                                                            | Арабо-ізраїльська війна на виснаження | 30 січня 1970   | Єгипет                   | вбитий внаслідок авіаудару                                                                                         |
|                    | Гасан Файєз Канафані             |              | лідер НФВП | Палестинська війна (1947—1949)        | 9 липня 1972    | Бейрут, Ліван            | підірваний свівробітниками Моссаду у власному автомобілі.                                                          |
|                    | Ваїль Адель Зуайтер              |              | представник ОВП в Римі, співробітник посольства Лівії                                                                               |                                       | 16 жовтня 1972  | Рим, Італія              | застрелений агентами Моссаду біля власного будинку                                                                 |
|                    | Хусейн Абд аль-Шир               |              | представник ФАТХ на Кіпрі | Чорний вересень                       | 24 січня 1973   | Нікосія                  | підірваний агентами Моссаду у ліжку його готельного номера                                                         |
|                    | Головкін В'ячеслав Костянтинович | підполковник | радник командира механізованої бригади збройних сил САР                                                                             | Війна Судного дня                     | 8 жовтня 1973   | Сирія                    | вбитий в бою |
|                    | Калінічева Олександра Петрівна   |              | завідувачка курсів російської мови при радянському культурному центрі в Сирії                                                       | Німецько-радянська війна              | 9 жовтня 1973   | Дамаск                   | вбита внаслідок авіаудару                                                                                          |
|                    | Алі Хасан Саламе                 |              | один із керівників організації «Чорний вересень», несе відповідальність за теракт під час літніх Олімпійських ігор у Мюнхені (1972) | Операція «Ізотоп»                     | 22 січня 1979   | Бейрут                   | Був тяжко поранений вибухом замінованого агентами Моссаду автомобіля, поряд з яким він проїжджав. Помер у лікарні. |
|                    | Халіль аль-Вазір (Абу Джихад)    |              | заступник Арафату в керівництві ОВП                                                                                                 | Чорний вересень                       | 16 квітня 1988  | Туніс                    | застрелений ізраїльськими командос, які вдерлися на його віллу.                                                    |
|                    | Аббас аль-Мусаві                 |              | співзасновник і генеральний секретар Хезболли                                                                                       | Громадянська війна в Лівані           | 16 лютого 1992  | провінція Набатія, Ліван | був вбитий внаслідок ракетного удару з двох вертольотів ізраїльських ВПС по автоколоні, в якій він їхав            |
|                    | Ібрагім Ягі                      |              | «Ісламський джихад», лідер |                                       | 22 грудня 1994  | Єрихон                   | застрелений спецназівцями з підрозділу «Дувдеван»                                                                  |
|                    | Фатхі Шкакі                      |              | «Ісламський джихад», лідер | Перша палестинська інтифада           | 26 жовтня 1995  | Сліма, Мальта            | вбитий спецназом біля входу в готель                                                                               |

### XXI століття
| Світлина / Емблема | Прізвище, ім'я.         | Звання            | Посада / підрозділ / рід діяльності | Участь у війнах                                                                             | Дата ліквідації   | Місце загибелі                            | Примітки |
|                    | Хуссейн Абаят (Авіат)   |                   | ватажок осередку ФАТХ у Віфлеємі |                                                                                             | 9 листопада 2000  | Вифлеєм                                   | Убитий ракетним ударом з гелікоптерів по його автомобілю. Авіат став першим терористом, ліквідованим під час Інтифади Аль-Акса. |
|                    | Ануар Махмуд Хумран     |                   | Ісламський джихад у Палестині, командир у північній частині Самарії |                                                                                             | 11 грудня 2000    | Наблус                                    | вбитий ЦАХАЛом в хоід перестрілки |
|                    | Айад Хардан             |                   | командир Палестинського джихаду у м. Джанін |                                                                                             | 5 квітня 2001     | Джанін, Самарія                           | Вбитий внаслідок вибуху бомби, підкладеної співробітниками Моссаду в телефонну будку біля палестинської поліцейської дільниці |
|                    | Салах Дарваз            |                   | лідер ХАМАСу |                                                                                             | 26 липня 2001     | Шхем                                      | вбитий снаслідок авіаудару |
|                    | Махмуд Джада            |                   | командир Палестинського джихаду у Секторі Гази |                                                                                             | 28 лютого 2004    | Газа                                      | убитий ракетним ударом з вертольота по машині |
|                    | Абу-Бака                |                   | Бригади Аль-Кассама, командир |                                                                                             | 31 грудня 2004    | Хан-Юніс                                  | Убитий в числі п'яти бойовиків пострілом ракети з вертольота. |
|                    | Саїд Абу-Гадіан         |                   | командир Палестинського джихаду у м. Джабалія |                                                                                             | 2 січня 2006      | Джабалія                                  | вбитий ракетним ударом з вертольота по його автомобілю. Разом із ним загинув також його помічник Акрам Гадас, ще один бойовик Мухаммед Абед помер пізніше у лікарні від отриманих поранень.                                              |
|                    | Валід Обейді            |                   | лідер Палестинського ісламського джихаду |                                                                                             | 16 січня 2008     | с. Кабатія, Самарія, Ізраїль              | застрелений ізральським спецназом під час штурму його будинку |
|                    | Імад Мугнія             |                   | начальник служби безпеки Хезболли | Ліванська війна (1982)                                                                      | 12 лютого 2008    | Дамаск                                    | підірваний агентами Моссаду у власній автівці |
|                    | Мохаммед Сулейман       | бригадний генерал | радник президента Сирії із закупівель озброєнь та стратегічних озброєнь |                                                                                             | 2 серпня 2008     | Тартус                                    | був застрелений ізраїльським снайпером з морського спецназу ("Шайєтет 13") у саду власної вілли на узбережжі Середземного моря, під час званого обіду                                                                                    |
|                    | Саїд Сіам               |                   | міністр внутрішніх справ та національної безпеки в уряді руху ХАМАС | Війна в Секторі Гази (2008—2009)                                                            | 15 січня 2009     | Газа                                      | вбитий внаслідок авіаудару |
|                    | Абдалла Махана          |                   | командувач артилерії «Ісламського джихаду» |                                                                                             | 5 листопада 2011  | Хан-Юніс                                  | вбитий в результаті ракетного залпу з вертольота. Запобігли запуску ракети по території Ізраїлю. |
|                    | Хассан Техрані Могаддам | бригадний генерал | голова Організації самодостатнього джихаду (IRIB Дослідження та розробки) при Корпусі вартових Ісламської революції (КВІР). Вважається засновником балістичних ракетних військ Ірану.                                                         | Ірано-іракська війна                                                                        | 12 листопада 2011 | Бід Кане, провінція Тегеран, Іран         | підірваний агентами Моссаду на складі ракетних боєприпасів |
|                    | Ахмед Джабарі           |                   | лідер бойового крила ХАМАСа, генеральний секретар Бригад аль-Касама | операція «Хмарний стовп»                                                                    | 14 листопада 2012 | Газа                                      | вбитий внаслідок авіаудару по його машині |
|                    | Хассан Шатері           | генерал-майор     | офіцер "Сил Кудс", керівник роботами з реконструкції штаб-квартири Корпусу Стражів Ісламської революції у Бейруті, | Ірано-іракська війна Громадянська війна в Сирії                                             | 12 лютого 2013    | шоссе Дамаск-Байрут, Сирія                | вбитий під час атаки літаків ізраїльських ВПС на конвой із озброєнням |
|                    | Хассан аль-Лаккіс       |                   | начальник тилу Хезболли | Ліванська війна (2006) Громадянська війна в Сирії                                           | 4 грудня 2013     | Бейрут                                    | застрелений з пістолетів агентами Моссаду біля власного будинку |
|                    | Райєд аль-Атар          | комдив            | командир ХАМАСу на півдні Сектору Гази | «Операція Литий свинець» Операція «Непорушна скеля»                                         | 21 серпня 2014    | Рафах                                     | вбитий внаслідок авіаудару |
|                    | Мохаммед Алі Аллахдаді  | бригадний генерал | військовий радник, Корпус вартових Ісламської революції | Ірано-іракська війна Громадянська війна в Сирії                                             | 18 січня 2015     | провінція Ель-Кунейтра, Сирія             | вбитий внаслідок авіаудару по конвою, разом з ним вбиті ще шестеро бойовиків Хезболли |
|                    | Мухаммад аз-Заварі      |                   | керівник программи розробки БПЛА ХАМАСу | Операція «Хмарний стовп»                                                                    | 15 грудня 2016    | Сфакс, Туніс                              | застрелений співробітниками Моссаду біля власного будинку |
|                    | Фаді Мохаммед аль-Батш  | терорист          | інженер ХАМАС, доктор електроніки |                                                                                             | 21 квітня 2018    | Куала-Лумпур, Малайзія                    | застрелений двома співробітниками Моссаду, що рухалися на мотоциклах |
|                    | Азіз Асбар              |                   | вчений, відповідальний за програми ракет дальньої дії та хімічної зброї | Громадянська війна в Сирії                                                                  | 5 серпня 2018     | Масьяф                                    | підірваний агентами Моссаду у власній машині |
|                    | Баха Абу аль-Ата        | терорист          | лідер палестинського ісламського джихаду | Операція «Чорний пояс»                                                                      | 12 листопада 2019 | Газа                                      | вбитий внаслідок авіаудару по його будинку |
|                    | Абдулла Ахмед Абдулла   | терорист          | заступник ватажка Аль-Каїди | Війна в Афганістані (1979—1989)                                                             | 7 серпня 2020     | Тегеран, Іран                             | вбитий співробітниками Моссада внаслідок обстрілу автомобіля з мотоцикла, що проїжджав |
|                    | Мохсен Фахрізаде        | бригадний генерал | старший науковий співробітник Міністерства оборони Ірану і Збройних сил Ірану і колишнім керівником Центру фізичних досліджень (PHRC) |                                                                                             | 27 листопада 2020 | Абсард, Іран                              | розстріляний в автомобілі з дистанційно керованого кулемету, встановленого на Nissan. Зброя була оснащена камерою та використовувала штучний інтелект для розпізнавання осіб, щоб націлитись на Фахрізаде. У вбивстві підозрюють Моссад. |
|                    | Бассем Ісса             | терорист          | Член ради безпеки ХАМАС | Ізраїльсько-палестинська криза (2021)                                                       | 12 травня 2021    | Газа                                      | загинув внаслідок авіаудару |
|                    | Ширін Абу-Акле          |                   | журналістка та репортерка Аль Джазіри | Друга інтифада «Операція Литий свинець» Операція «Непорушна скеля» Операція «Вартовий стін» | 11 травня 2022    | Джанін                                    | Через чотири місяці після інциденту було опубліковано підсумкове розслідування ЦАХАЛу, згідно з яким справді ймовірно, що вона була вбита солдатом з підрозділу "Дувдеван, який помилково прийняв її за палестинського бойовика          |
|                    | Хасан Сайяд Ходаї       | полковник         | командир підрозділу 840, Корпус вартових Ісламської революції | Громадянська війна в Сирії                                                                  | 22 травня 2022    | Тегеран, Іран                             | застрелений біля свого будинку агентами Моссаду, що їхали на мотоциклах |
|                    | Тайсір Джабарі          | терорист          | військовий лідер руху «Ісламський джихад» у Палестині. | Операція «Вартовий стін»                                                                    | 5 серпня 2022     | Газа                                      | вбитий внаслідок авіаудару під час операції «Світанок» |
|                    | Ібрагім аль-Набулсі     |                   | лідер Бригад мучеників Аль-Акси |                                                                                             | 8 серпня 2022     | Наблус                                    | застрелений в будинку в ході рейду спецназу |
|                    | Алі Рамзі Аль-Асвад     |                   | інженер руху «Ісламський джихад» | Громадянська війна в Сирії                                                                  | 19 березня 2023   | Дамаск                                    | застрелений агентами Моссаду біля власного будинку |
|                    | Джихад Ганем            |                   | секретар військової ради та польовий командир Південного крила «Ісламський джихаду» у Палестині | Операція «Щит і стріла»                                                                     | 9 травня 2023     | Рафах                                     | вбитий внаслідок авіаудару по його квартирі |
|                    | Джавад Абу Шаммала      | терорист          | міністр економіки ХАМАС | війна між Ізраїлем та Хамасом                                                               | 10 жовтня 2023    | Газа                                      | вбитий внаслідок авіаудару |
|                    | Алі Каді                |                   | командир воєнно-морського підрозділу "Нухба", ХАМАС | війна між Ізраїлем та Хамасом                                                               | 13 жовтня 2023    | Газа                                      | вбитий внаслідок атаки дронами |
|                    | Ретеб Абу Сахібан       | терорист          | командувач ВМС ХАМАС у Секторі Гази | війна між Ізраїлем та Хамасом                                                               | 28 жовтня 2023    | Газа                                      | вбитий внаслідок авіаудару |
|                    | Абу Ракаба              | терорист          | командувач повітряними силами ХАМАС | війна між Ізраїлем та Хамасом                                                               | 28 жовтня 2023    | Газа                                      | вбитий внаслідок авіаудару |
|                    | Басам Габен             | полковник         | начальник прикордонної служби ХАМАСу на КПП Керем-Шалом | війна між Ізраїлем та Хамасом                                                               | 21 грудня 2023    | Газа                                      | вбитий внаслідок авіаудару |
|                    | Сайєд Разі Мусаві       | бригадний генерал | офіцер сил «Кудс», Корпус вартових Ісламської революції | Громадянська війна в Сирії                                                                  | 25 грудня 2023    | провінція Дамаск, Сирія                   | ліквідований в результаті авіаудару по його резиденції в Сайїді Зайнаб, за 10 км (6 миль) на південь від сирійської столиці Дамаска |
|                    | Салех аль-Арурі         |                   | заступник голови політичного бюро ХАМАСу і його військовий командувач на Західному березі річки Йордан | Війна між Ізраїлем та Хамасом                                                               | 2 січня 2024      | Дахіє, Баабда, Гірський Ліван, Ліван      | вбитий внаслідок ізраїльського авіаційного удару |
|                    | Віссам аль-Тавіль       |                   | заступник командира підрозділу "Сили аль-Хаджа Радвана", Хезболла | Війна між Ізраїлем та Хамасом                                                               | 8 січня 2024      | с. Мадждель-Селм, Марджаюн, Ліван         | вбитий внаслідок авіаудару по автомобілю |
|                    | Алі Хусейн Барджі       |                   | командувач повітряних сил Хезболли | Зіткнення на ізраїльсько-ліванському кордоні (2023)                                         | 9 січня 2024      | с. Хірбет Сельм, провінція Набатія, Ліван | вбитий внаслідок авіаудару |
|                    | Садег Омідзаде          | бригадний генерал | командир розвідувального підрозділу сил Кудс у Сирії | Громадянська війна в Сирії                                                                  | 20 січня 2024     | Дамаск                                    | загинув внаслідок авіаудару |
|                    | Марван Ісса             |                   | заступник головнокомандувача військового крила організації ХАМАС, Бригади «Із ад-Дін аль-Кассам» | «Операція Литий свинець»                                                                    | 10 березня 2024   | Сектор Гази                               | вбитий внаслідок авіаудару Ізраїлю по підземному об'єкту в Нусейраті, у центральній частині Сектору Гази. |
|                    | Мохаммад Реза Захеді    | бригадний генерал | командувач Ліванського корпусу Сил Кудс, Корпус вартових Ісламської революції | Ірано-іракська війна Громадянська війна в Сирії                                             | 1 квітня 2024     | Дамаск, Сирія                             | ліквідований в результаті ізраїльського авіаудару по консульству Ірану в сирійській столиці |
|                    | Талеб Абдулла           |                   | командир підрозділу «Наср», Хезболла | Війна між Ізраїлем та Хамасом                                                               | 11 червня 2024    | Джуайя, Південний Ліван                   | вбитий внаслідок авіаудару |
|                    | Мухаммад Мустафа Аюб    |                   | командир ракетно-бомбового підрозділу "Хезболла Наср" | Зіткнення на ізраїльсько-ліванському кордоні (2023)                                         | 17 червня 2024    | с. Селаа, Південний Ліван, Ліван          | вбитий внаслідок авіаудару |
|                    | Мохаммед Нехме Насер    |                   | командир підрозділу "Азіз", Хезболла | Зіткнення на ізраїльсько-ліванському кордоні (2023)                                         | 3 липня 2024      | поблизу м. Тір, Ліван                     | вбитий внаслідок авіаудару |
|                    | Рафаа Саламе            | бригадний генерал | командир ХАМАС у м. Хан-Юніс | Війна між Ізраїлем та Хамасом                                                               | 13 липня 2024     | Сектор Гази                               | вбитий внаслідок авіаудару |
|                    | Мохаммед Дейф           |                   | командувач військовим крилом ісламістської організації ХАМАС | Війна між Ізраїлем та Хамасом                                                               | 13 липня 2024     | Сектор Гази                               | вбитий внаслідок авіаудару |
|                    | Бараа Катерджі          |                   | сирійський бізнесмен, близький до президента країни Башара Асада. Володіє конгломератом Katerji Group, який веде бізнес у сфері видобутку нафти, логістики та транспорту. Бараа Катерджі та його компанія перебувають під санкціями США та ЄС | Громадянська війна в Сирії                                                                  | 15 липня 2024     | поблизу лівано-сирійського кордону        | вбитий внаслідок атаки БПЛА |
|                    | Фуад Шукр               |                   | заступник генерального секретаря «Хезболли» Хасана Насралли та його радник з планування та керівництва військовими операціями | Громадянська війна в Сирії Зіткнення на ізраїльсько-ліванському кордоні (2023)              | 30 липня 2024     | поблизу м. Бейрут                         | убитий внаслідок авіаудару |
|                    | Ісмаїл Ганія            |                   | голова політбюро Хамасу | Війна між Ізраїлем та Хамасом                                                               | 31 липня 2024     | Тегеран                                   | вбитий внаслідок авіаудару в столиці Ірану де він був присутній на інавгурації обраного президента Масуда Пезешкіяна |
|                    | Ахмедреза Афшарі        | полковник         | командир повітряно-космічного підрозділу КВІР | Громадянська війна в Сирії                                                                  | 15 серпня 2024    | Іран                                      | помер в шпиталі внаслідок поранень від авіаудару в Сирії |
|                    | Мухаммад Катруї         |                   | командир бригади Центрального табору "Ісламського джихаду" | Війна між Ізраїлем та Хамасом                                                               | 30 серпня 2024    | Сектор Гази                               | вбитий внаслідок авіаудару |
|                    | Айшенур Езгі Ейгі       |                   | американська громадська активістка турецького походження, член Міжнародного Руху Солідарності | Війна між Ізраїлем та Хамасом                                                               | 6 вересня 2024    | Наблус                                    | вбита снайпером ЦАХАЛу, який помилково прийняв її за палестинського бойовика |
|                    | Ібрагім Акіл            |                   | командувач підрозділом Сили аль-Хаджа Радвана, Хезболла | Громадянська війна в Лівані Громадянська війна в Сирії Війна між Ізраїлем та Хамасом        | 20 вересня 2024   | Гарет Грейк, Ліван                        | вбитий внаслідок авіаудару |
|                    | Ібрагім Кубісі          |                   | командувач ракетним корпусом Хезболли | Війна між Ізраїлем та Хамасом                                                               | 24 вересня 2024   | поблизу м. Бейрут                         | вбитий внаслідок авіаудару |
|                    | Мухаммед Хусейн Срур    |                   | командувач повітряних сил Хезболли | Війна між Ізраїлем та Хамасом                                                               | 26 вересня 2024   | Бейрут                                    | вбитий внаслідок авіаудару |
|                    | Саїд Хасан Насралла     |                   | 3-й Генеральний секретар Хезболли | Громадянська війна в Сирії Війна між Ізраїлем та Хамасом                                    | 27 вересня 2024   | Дахія, Гірський Ліван, Ліван              | вбитий внаслідок авіаудару по бункеру |
|                    | Аббас Нілфорушан        | бригадний генерал | командувач силами "Кудс" у Лівані | Ірано-іракська війна                                                                        | 27 вересня 2024   | Дахія, Гірський Ліван, Ліван              | вбитий внаслідок авіаудару по бункеру |
|                    | Равхі Муштах            |                   | голова уряду "Хамасу" у Секторі Гази | Війна між Ізраїлем та Хамасом                                                               | 3 жовтня 2024     | Газа                                      | вбитий внаслідок авіаудару по тунелю |
|                    | Яхья Сінвар.            |                   | голова політбюро Хамасу | Війна між Ізраїлем та Хамасом                                                               | 16 жовтня 2024    | Тель-пль-Султан, Сектор Гази              | вбитий у перестрілці з Армією оборони Ізраїлю на півдні сектора Газа |
|                    | Махмуд Мохаммед Шахін   |                   | начальник розвідки Хезболли | Війна між Ізраїлем та Хамасом                                                               | 5 листопада 2024  | Сирія                                     | вбитий внаслідок авіаудару |
|                    | Салім Айяш.             |                   | бойовик Хезболли, який у 2011 році разом з 3 іншими бойовиками проходив обвинуваченим у справі вбивства прем'єр-міністра Лівану Рафіка Харірі                                                                                                 | Операція «Стріли півночі»                                                                   | 10 листопада 2024 | Ель-Кусейр                                | вбитий внаслідок авіаудару |
|                    | Мохаммад Афіф           |                   | голова відділу зв'язків зі ЗМІ «Хезболли» | Операція «Стріли півночі»                                                                   | 17 листопада 2024 | Бейрут                                    | вбитий внаслідок авіаудару |
|                    | Іссам ад-Дааліс         |                   | прем'єр-міністр уряду ХАМАС в Газі | Війна між Ізраїлем та Хамасом                                                               | 18 березня 2025   | Сектор Гази                               | вбитий внаслідок авіаудару |
|                    | Мохаммед Сінвар.        |                   | Лідер ХАМАС у Секторі Газа та воєнізованого крила бригади «Із ад-Дін аль-Кассам | Війна між Ізраїлем та Хамасом                                                               | 13 травня 2025    | Хан-Юніс                                  | вбитий внаслідок авіаудару у по підземному командному пункту ХАМАС під Європейською лікарнею в Хан-Юнісі |
|                    | Хоссейн Саламі          | генерал-майор     | головнокомандувач Корпусу вартових ісламської революції | Ірано-іракська війна                                                                        | 13 червня 2025    | Тегеран                                   | вбитий внаслідок авіаудару |